# The Boy in Blue
The Boy in Blue is een Amerikaans biografisch sportdrama uit 1986 onder regie van regisseur Charles Jarrott. Het verhaal gaat over het leven van roeier Ned Hanlan, die in 1880 wereldkampioen werd. De film werd genomineerd voor de Genie Awards in de categorieën beste artdirection, beste geluidsmontage en beste bijrolspeler (Sean Sullivan).

## Verhaal
Roeier Ned Hanlan (Nicolas Cage) raakt betrokken bij een smokkelaffaire en ontvlucht Canada. Dankzij een nieuwe boot gaat het Ned na verloop van tijd weer voor de wind en ook Canada heeft weer oog voor de verloren zoon. De vraag is of zijn leven wel is wat het lijkt.

## Rolverdeling
| Acteur              | Personage       |
| ------------------- | --------------- |
| Nicolas Cage        | Ned Hanlan      |
| Cynthia Dale        | Margaret        |
| Christopher Plummer | Knox            |
| David Naughton      | Bill            |
| Sean Sullivan       | Walter          |
| Melody Anderson     | Dulcie          |
| James B. Douglas    | Collins         |
| Austin Willis       | Bainbridge      |
| Philip Craig        | Kinnear         |
| Robert McCormick    | Trickett        |
| Tim Weber           | Cooney          |
| Geordie Johnson     | Andrew Bothwell |
| Greg Swanson        | Oscar Hale      |
| Gordon Masten       | Toad            |
| Doris Malcolm       | Tante Gert      |
| Jeff Wincott        | Riley           |
| Lee-Max Walton      | Urchin          |